# Rybníčky
Rybníčky (německy Teichlein) je malá vesnice, část obce Skuhrov nad Bělou v okrese Rychnov nad Kněžnou. Nachází se asi 1 km na sever od Skuhrova nad Bělou. V roce 2009 zde bylo evidováno 18 adres. V roce 2001 zde trvale žilo 25 obyvatel.
Rybníčky leží v katastrálním území Skuhrov nad Bělou o výměře 8,85 km2.